# هيز (لعبة فيديو)
هيز (بالإنجليزية: Haze)‏ لعبة من تطوير كرايتيك يو كي والتي تشتهر بسلسلة Time Splitter التي تشتهر بالكثير من اللمسات المضحكة مثل القرود وما ألى ذلك من هذا، لكن هنا كرايتيك يو كي أعلنت ان هذه اللعبة ستكون جدية 100%..

## القصة
Haze لعبة تحدث في عام 2025 ميلادي حيث لا توجد منظمتي الـ الحلف الأطلسي * منظمة خلف الشمال الأطلسي * والقوات المتحدة الـ الأمم المتحدة هنا حكومة الدولة التي تسكنها قررت تجهيز جيش يدعى بـ Mental Corporation وودججته بأنواع الأسلحة الرشاشة والقاذفة القاتلة والمركبات الخفيفة والثقيلة وقامت أيضا ً بالأدوية اللانهائية !، أنت بدورك هنا ستكون العريف الذي يدعى بـ Jack Carpenter الذي انضم حديثا ً إلى قوات الـ Mental Corporation الذين يحاربون الأنتحاريين في أمريكا الجنوبية * التوقعات تقول انها البرازيل * لكن Jack يصبح مكينة قتل مما يؤدي إلى بعض الحالات الهسترية كلما يرى أعلان الأنضمام إلى قوات الـ Mental Corporation التي كان يتوقع انها أتت من أجل الخير والسلام !

## التفاصيل
الشئ الذي يجعلك تفتح فمك 180 درجة هو أن طور الـ جمعية تعاونية وهو اللاعبين الذي يدخل في طور القصة تستطيع تلعب به مع لاعب آخر في الـ متصل وغير متصل كما حدث في جيرز أوف وور أيضا ً المطورين يوعدونا بذكاء أصطناعي غريب حيث أنك تحسب خصمك وكأنه أنتحاري وكذلك الأمر في فريقك حيث الفريق متعاون وتراهم يرمزون بحركة الأنتصار مما يدل على ذكاء اصطناعي مذهل ! ويعدون أيضا ً بفيزيائية قادمة من الفضاء حيث معضم الأشياء تبدو وكأنها حقيقة مثل تحرك أغصان الشجر وفي نفس الوقت نرى الجرافيكس المذهل الذي يجعلك تجزم بأن الصور CG ولكن ترى المطورين يحلفون لك أن الصور من داخل اللعب * ingame * ويمكنك أنت تسوق إحدى المركبات الخفيفة وتقتحم بها الغابات الرطبة الممطرة وعرائن الأسود !
الجدير بالذكر أن هذه اللعبة لم تعتمد من قبل سوني إنتراكتيف إنترتينمنت والذي يجعل البعض يتوقع حصريتها للـ إكس بوكس 360..

## وصلات خارجيّة
GameSpot
الموقع الرسمي
Free Radical Design